# Lacey Nymeyer
Lacey Nymeyer (n. 29 octombrie 1985, Tucson, Arizona, SUA) este o înotătoare ce a reprezentat Statele Unite ale Americii, medaliată olimpică. A participat la o ediție a Jocurilor Olimpice (2008) în care a câștigat două medalii de argint.